# 血液灌流
血液灌流（英語：hemoperfusion），是一个用于从病人血液里分离有毒物质的医疗过程。治疗是用抽水设备将病人大量的血液抽出体外，然后通过固态过滤剂过滤。常用的吸附物质是活性炭和树脂。
其主要用途包括在紧急情况下从血液清除药物或毒物 ，消除肾功能衰竭患者血液中的有毒物质，并作为对肝臟移植后患者的支持治疗。

## 另見
- 透析